# 綾浪徳太郎
綾浪 徳太郎（あやなみとくたろう、1856年6月3日（安政3年5月1日） - 1901年（明治34年）7月12日）は、陸奥国津軽郡（現在の青森県南津軽郡藤崎町）出身で高砂部屋に所属した力士。本名は高木 徳太郎。6代追手風。174cm、90kg。最高位は東関脇。

## 経歴
入門までは郷里にいて、主に農業や力仕事（蔵米の運搬）をしていた。怪力ぶりが惜しいと勧められ高砂部屋に入る。1880年5月に二枚目格付出で初土俵（序ノ口）。1886年1月に入幕を果たす。新入幕で2代目劔山をいきなり倒すなど6勝1敗2預の好成績を挙げた。1891年には関脇に昇進し連続4場所務めたが、1892年6月限り引退、追手風を襲名した。無類の怪力で知られ、巡業や花相撲で五斗俵を一度に8俵持ち上げ、土俵を一周する余興を行った。

## 成績
- 幕内14場所37勝29敗66休8分預

## 改名
改名歴なし